# Атаниязов, Мурзагул Атаниязович
Мурзагул Атаниязович Атаниязов (1899—1945) — первый государственный прокурор Казахстана, революционный деятель, ответственный работник государственных органов КазССР. Был незаконно репрессирован властями, умер в 1945 году.

## Биография
О ранней биографии известно немного. Профессия — учитель.

### Партийный и судебный работник
18-летний учитель Атаниязов был активным участником гражданской войны в Западном Казахстане, обороны Актюбинска от белогвардейцев в 1918 году, с оружием в руках он защищал город в составе красноармейского отряда. После окончания боевых действий учитель вновь работает в школе, одновременно являясь членом революционного трибунала города. В 1919 году он вступает в ВКП(б), избирается членом бюро и секретарем Актюбинского уездного, затем губернского комитета РКП(б). Является на тот момент:
- членом Актюбинского уездного, губернского исполнительных комитетов Советов рабочих, армейских, крестьянских и киргизских депутатов[1],
- членом революционной следственной комиссии.

Немного позже к этим должностям и званиям добавляются:
- заместитель председателя Актюбинского объединённого губернского революционного трибунала[1],
- председателем военного отделения Актюбинского объединённого губернского революционного трибунала[1].

Одновременно, являясь членом КирЦИКа от Актюбинской губернии, он руководил работой судебно-следственных органов.
Работал секретарем волостных комитетов ВКП(б) Аулие-Атинской (Джамбулской) области, председателем Акмолинского губернского исполнительного комитета.
С 15 августа 1928 года по 31 марта 1929 года — председатель Семипалатинского окружного исполнительного комитета. Затем партия отзывает его в Кызылорду — столицу республики, в Казахский краевой комитет ВКП(б), где он работает ответинструктором. А позже назначается секретарем Каркаралинского, Кызылординского райкомов ВКП(б).
В 1933 году в развитии органов прокуратуры республики происходит важное событие — функции народного комиссара республики и прокурора становятся отдельными друг от друга. Прокуратура впервые стала самостоятельным органом, первым в истории Прокурором республики назначается Мурзагул Атаниязов. В этой должности он проработает до октября 1936 года.
После этого переводится на партийную работу и избирается первым секретарем Аулие-Атинского райкома ВКП(б). Как делегат от казахстанской партийной организации, Мурзагул принимает участие в работе XVI съезда ВКП(б) в Москве.
В 1937 году на I съезде КП(б) Казахстана избирается членом ЦК, утверждается заведующим сельхозотделом ЦК Компартии Казахстана и редактором журнала «Аульный коммунист». Неоднократно избирался членом ВЦИКа, Казкрайкома, входил в состав Совета национальностей ЦИК СССР от КАССР, в комиссию по разработке Конституции СССР. Согласно СМИ, принимал активное участие в исследовании условий труда и материального положения рабочих Казахской ССР, проводил в их среде политико-воспитательную работу, уделял большое внимание ликвидации безграмотности, раскрепощению советских женщин, воспитанию молодёжи, подготовке кадров Казахской Республики.

### Репрессия
Из справки Генпрокуратуры РК: 

«Атаниязов Мурзагул Атаниязович. Родился в 1899 г., Актюбинская обл., Ключевой район; казах; образование высшее; заведующий отделом ЦК Компартии Казахстана. Проживал: Алма-Ата. Арестован 2 мая 1938 г. НКВД Каз. ССР. Обв.: 58-1, 58-2, 58-8, 58-9, 58-11 УК РСФСР. Постановлением Особого совещания НКВД СССР от 26 октября 1940 г. к 8 годам ИТЛ».
Арестован 2 мая 1938 года. Был обвинён в создании контрреволюционного националистического центра, в руководстве террористической деятельностью, вербовке в неё новых участников, организации вредительской деятельности в сельском хозяйстве, а также в извращении в антисоветских целях революционной законности в судебной и прокурорской деятельности. Вместе с Мурзагулом Атаниязовым обвинялись 9 человек. Из протокола судебного заседания видно, что на предварительном следствии вина подсудимых ничем не подтверждалась. Обвиняемые заявляли, что следователи на допросах их жестоко избивали, истязали.
Был несправедливо осуждён и приговорён к восьми годам «исправительно-трудовых лагерей».

### Семья. Послевоенные годы. Смерть.
Сразу после ареста Атаниязова его жену Куралай с двумя детьми выселили из квартиры, и она с 12-летним Мусабеком и 3-месячным Советом на руках подалась в родные края, в Актюбинск. Работала на элеваторе, при этом ухаживая за сыновьями, снимая угол в комнате в доме № 14 по улице Промышленной.

В 1943—1944 гг., в одном из писем написал из архангельского лагеря жене, что скоро сможет приехать. 
Сегодня услышал о своем освобождении и очень обрадовался. Снова увижу вас, обниму, прижму к груди. Какое счастье! Большое спасибо партии за возможность быть со всеми, до последнего дыхания, до последней капли крови честно служить Родине
, — писал он в этом письме.
Мурзагул Атаниязов вернулся в 1944 году (по другим данным — в 1943 г.) домой, будучи освобождённым досрочно — вернулся измождённым, поседевшим, больным туберкулёзом последней стадии. Старшему сыну Мусабеку было уже 18 лет, младшему Совету — 6. В том же году старший сын Мусабек, работавший в плавильном цехе завода ферросплавов, простудился и скоропостижно умер. Чтобы прокормить семью, бывший репрессированный нарком с трудом, при помощи секретаря обкома Тайбекова, знавшего Мурзагула Атаниязова до репрессии, устроился на работу в областной музей научным сотрудником. Тайбеков, согласно воспоминаниям родственницы Атаниязова, даже вначале был вынужден присылать ему продукты.
А в марте 1945 года, в возрасте 44 лет, за два месяца до Победы, Мурзагул Атаниязович Атаниязов умер, находясь в нужде, без должной медицинской помощи. Похоронили его в родном ауле Елек неподалёку от посёлка Бестамак Алгинского района.

### Реабилитация
После смерти Сталина судебная коллегия по уголовным делам Верховного суда СССР определением от 5 ноября 1954 года постановление Особого совещания при НКВД СССР в отношении Атаниязова Мурзагула отменила, и дело производством было прекращено. Реабилитирован Атаниязов был и в партийном отношении. Однако, из-за отсутствии информации об этом факте семья Атаниязова подвергалась дискриминации по классовому признаку, получив клеймо «семья врага народа». Так, младший сын Совет Атаниязов, отправляясь в 1957 году, получил направление в престижную тогда авиационную часть, но после распределения был публично выведен из строя и переведён в другую часть, отправившись на Чукотку.
Только в 1967 году, в период подготовки в стране к 50-летию «Великого Октября», жене и семье сына стало известно о реабилитации.

### Увековечивание памяти
После смерти Куралай Атаниязовой в 1967 году, Совет Мурзагулович, добиваясь признания заслуг отца, обращался в местные органы, затем в республиканские. И только спустя 22 года, после очередного обращения в ЦК Компартии Казахстана с просьбой присвоить имя отца улице, решением горисполкома от 3 августа 1989 года имя Атаниязова было присвоено небольшой улице на 41-м разъезде, на окраине села Ясное.
В начале 80-х годов, из-за попадания захоронения Мурзагула Атаниязова в зону затопления Актюбинского водохранилища, было организовано перезахоронение. В настоящий момент могила бывшего наркома находится неподалёку от Актобе. При помощи руководителей строительных организаций — Сагындыка Бердимбаева, Сайлау Жанабилова, и инициатора выявления реабилитированных жертв репрессий, Бердалы Хасанова, на могиле установлена гранитная плита.